# Sacrifice humain

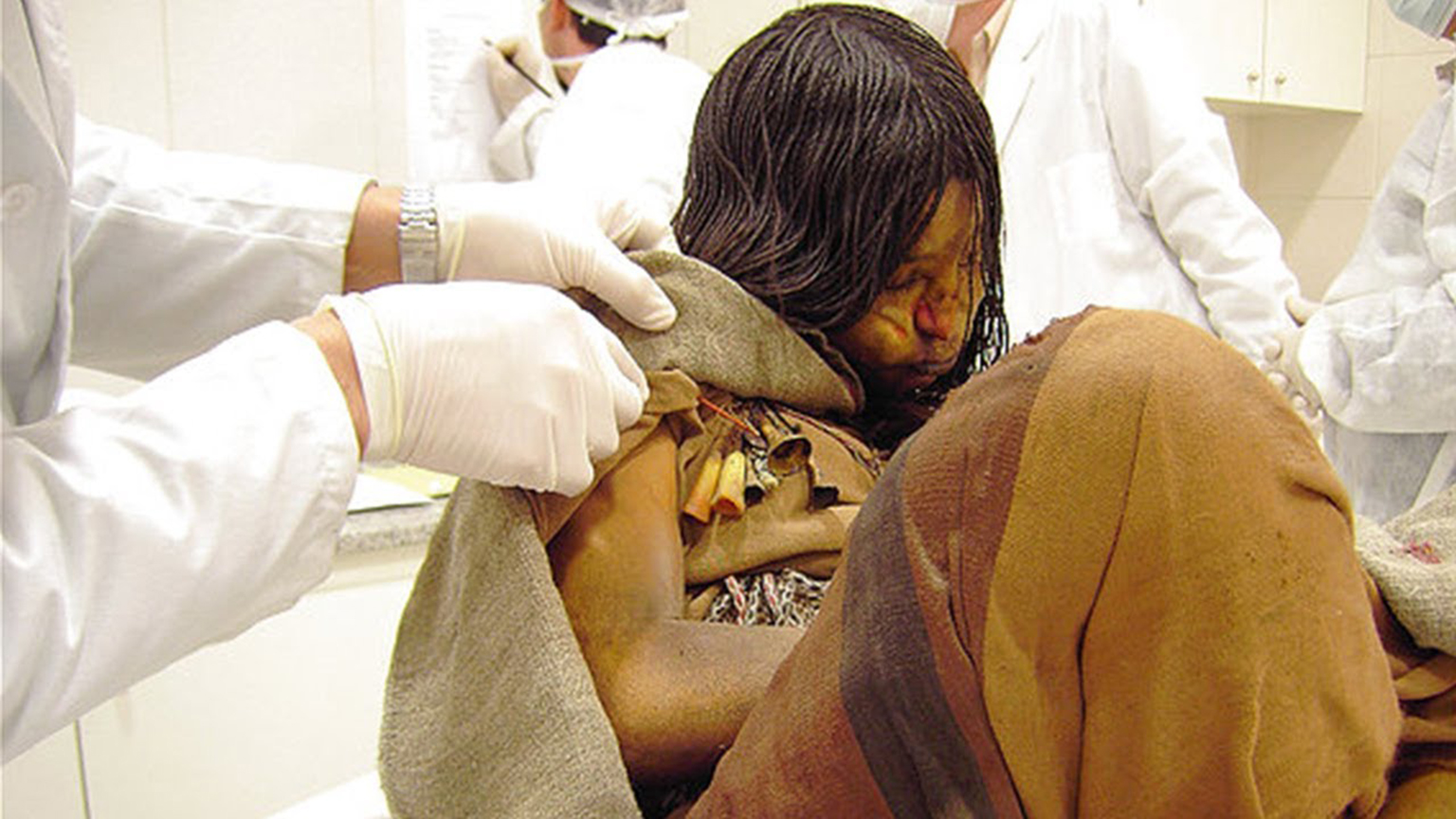
Enfants de Llullaillaco, sacrifiés par les Incas, Province de Salta (Argentine).

Un sacrifice humain est un rite religieux qui a été pratiqué dans la plupart des civilisations, notamment au Néolithique et durant l'Antiquité, le plus souvent pour s'attirer les faveurs des dieux, par exemple pour conjurer la sécheresse, ou pour que les personnages importants tels que les souverains soient accompagnés dans l'au-delà par les sacrifiés.
Attesté en particulier en Mésoamérique, où le sacrifice par cardiectomie était pratiqué de manière très courante et parfois à grande échelle (lors de certaines occasions exceptionnelles, les Aztèques ont sacrifié jusqu'à des milliers de personnes en quelques jours), ce type de pratique se retrouve dans d'autres civilisations comme celles de l'Antiquité méditerranéenne, dans la Chine archaïque jusqu'à la dynastie Shang, chez les Dogons en Afrique et même à l'époque contemporaine, dans le nord-est de l'Inde et dans le royaume de Dahomey.

## Fonction sociale
Le courant de pensée fonctionnaliste s'est attaché à la question de la fonction sociale du sacrifice humain au sein du groupe humain. En effet, il aurait pour but de canaliser la violence vers un individu (sacrifié) et vers le domaine du sacré, institutionnalisant ainsi la violence qui est encadrée et pratiquée selon des rites et règles bien précises. Ainsi, le sacrifice humain assurerait la cohésion et la pérennité du groupe protégé de toute « violence intérieure » qui est évacuée par des rites magico-religieux.
Le sacrifice humain a fait partie des rites pratiqués lors de la fondation de villes dans diverses civilisations ; on le retrouve dans le mythe fondateur de Rémus et Romulus, ainsi que dans la légende attachée à saint Odran lors de la christianisation de l'île d'Iona en Écosse.
Les sociétés pratiquant ces sacrifices ont parfois une attitude ambivalente entre la nécessité de mettre à mort la victime et le refus de prendre la responsabilité de cette mort.

## Fonction économique
Georges Bataille associe les sacrifices humains à un excédent de force productive qui ne peut être exploité de façon utile (la "part maudite"). Un excédent d'esclaves ou de prisonniers de guerre ne peut pas toujours être employé à profit par les propriétaires d'esclaves ou les vainqueurs, et peut même constituer une menace (révolte). Ils sont alors exterminés de façon rituelle, la culture encadrant une fonction économique et militaire.
Une situation de pénurie alimentaire peut également être la cause de sacrifices humains sous un prétexte religieux, en réalité pour diminuer le nombre de bouches à nourrir.

## Une pratique répandue

### Préhistoire
Les deux enfants (12-13 ans et 3-4 ans) de Sungir, en Russie, au paléolithique supérieur, entre 25 000 et 21 000 AP, ont-ils été princes, frère et sœur, plutôt que sacrifiés comme avancé par certains ? Car les squelettes sont très soignés, parés (perles, bracelets, anneaux, diadèmes, dents de renard perforées), accompagnés d'armes (lances, javelots en ivoire de mammouth, poignards). Pour Vincenzo Formicola, le sacrifice humain apparaît dès le paléolithique, à Sungir, Dolni Vestonice (Moravie), à Romito (Italie, il y a 11 000 ans). Cependant le sacrifice humain paraît mieux établi au néolithique, par exemple au Soudan.

### Antiquité

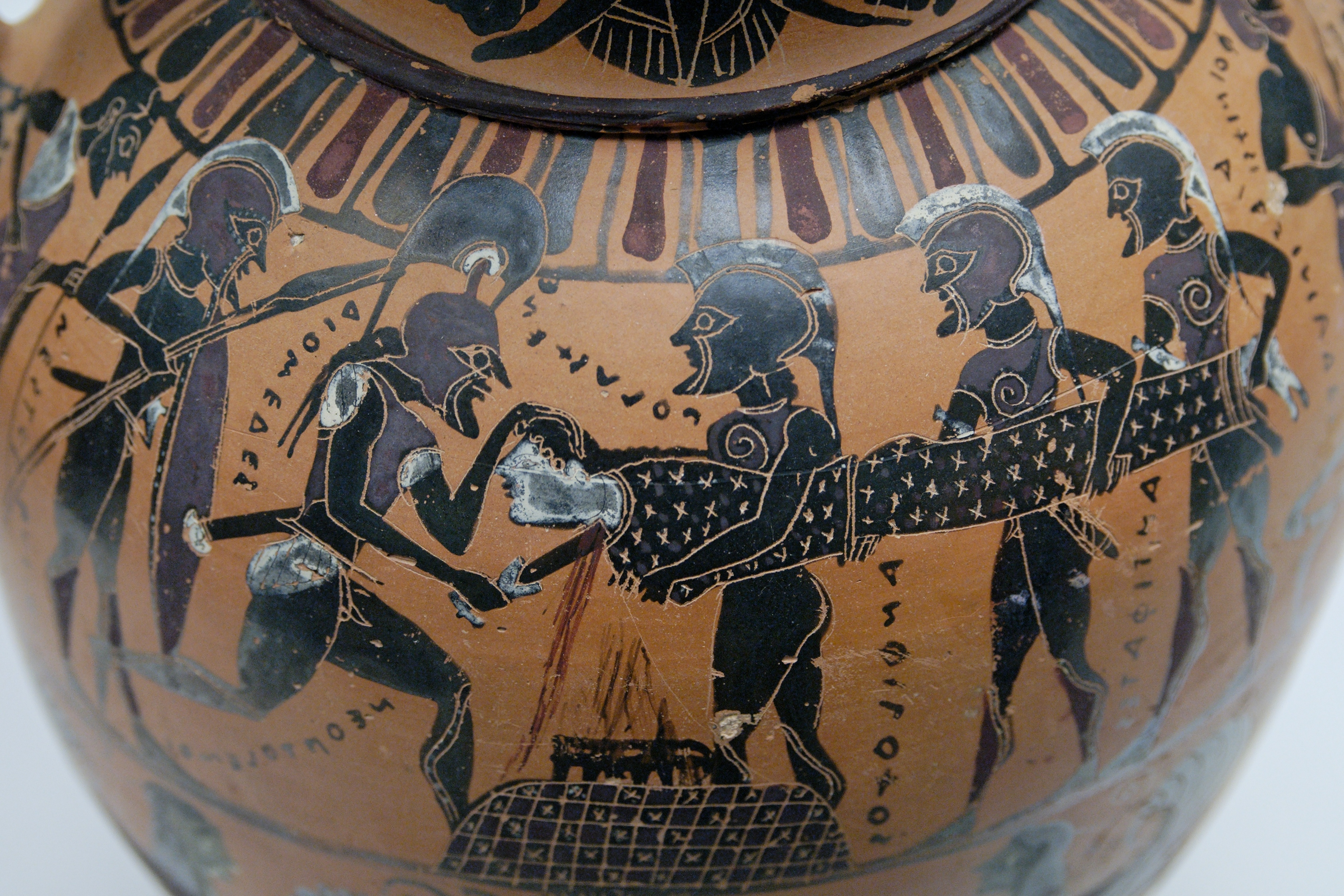
Polyxène sacrifiée par Néoptolème sur la tombe d'Achille, amphore tyrrhénienne à figures noires, 570-550 av. J.-C., British Museum (GR 1897.7-27.2)

Dans l'Égypte antique, durant la Ire dynastie les pharaons — et parfois d'autres membres de la haute noblesse — faisaient tuer des serviteurs après leur mort pour continuer à les servir dans l'au-delà. Cette pratique n'a existé que pendant la Ire dynastie, avant de diminuer lentement et de disparaître. À Héliopolis, selon le prêtre égyptien Manéthon de Sebennytos, tous les jours, trois hommes qui ne respectaient pas l'enfant étaient sacrifiés à la déesse des innocents. À la fin de la civilisation égyptienne, des prêtres d'origine grecques et romaines ordonnèrent ensuite que les hommes fussent remplacés par des cierges. Les prêtres égyptiens jurèrent, paraît-il, à la déesse, vengeance pour l'éternité. 
Dans les mythes et les rites de la Grèce antique, on trouve de nombreuses références au sacrifice humain. Par exemple, Aristomène, roi de Messénie, aurait offert à Zeus le sacrifice de 300 hommes, dont le roi de Sparte. Cependant, l’archéologie n’a pas apporté la preuve concrète de telles pratiques. Une variante de la légende de Polyxène, amante d'Achille, raconte que cette princesse troyenne fut immolée par les Grecs (Ulysse et Diomède chez Euripide), puis mise en terre par Néoptolème. C’est cette variante qu'a suivie Euripide dans sa tragédie Hécube.
Les Étrusques pratiquaient le sacrifice humain,.

#### Carthage
À Carthage, le tophet, aussi appelé tophet de Salammbô, est une ancienne aire sacrée dédiée aux divinités phéniciennes Tanit et Baal situé dans le quartier carthaginois de Salammbô, en Tunisie, à proximité des ports puniques. Ce tophet, « hybride de sanctuaire et de nécropole », regroupe un grand nombre de tombes d'enfants qui, selon les interprétations, auraient été sacrifiés ou inhumés en ce lieu après leur mort prématurée. 
La question du sort de ces enfants est fortement liée à la religion phénicienne et punique, mais surtout à la manière dont les rites religieux — et au-delà la civilisation phénicienne et punique — ont été perçus par les Juifs dans le cas des Phéniciens ou par les Romains à l'occasion des conflits qui les opposèrent aux Puniques. 
La difficulté majeure pour déterminer la cause des inhumations réside dans le fait que les seules sources écrites rapportant le rite du sacrifice des enfants sont toutes étrangères à la cité de Carthage. Les sources archéologiques — stèles et cippes — sont quant à elles sujettes à de multiples interprétations. Le débat n'est donc pas encore totalement tranché entre les divers historiens qui se sont penchés sur le sujet.

#### Autres

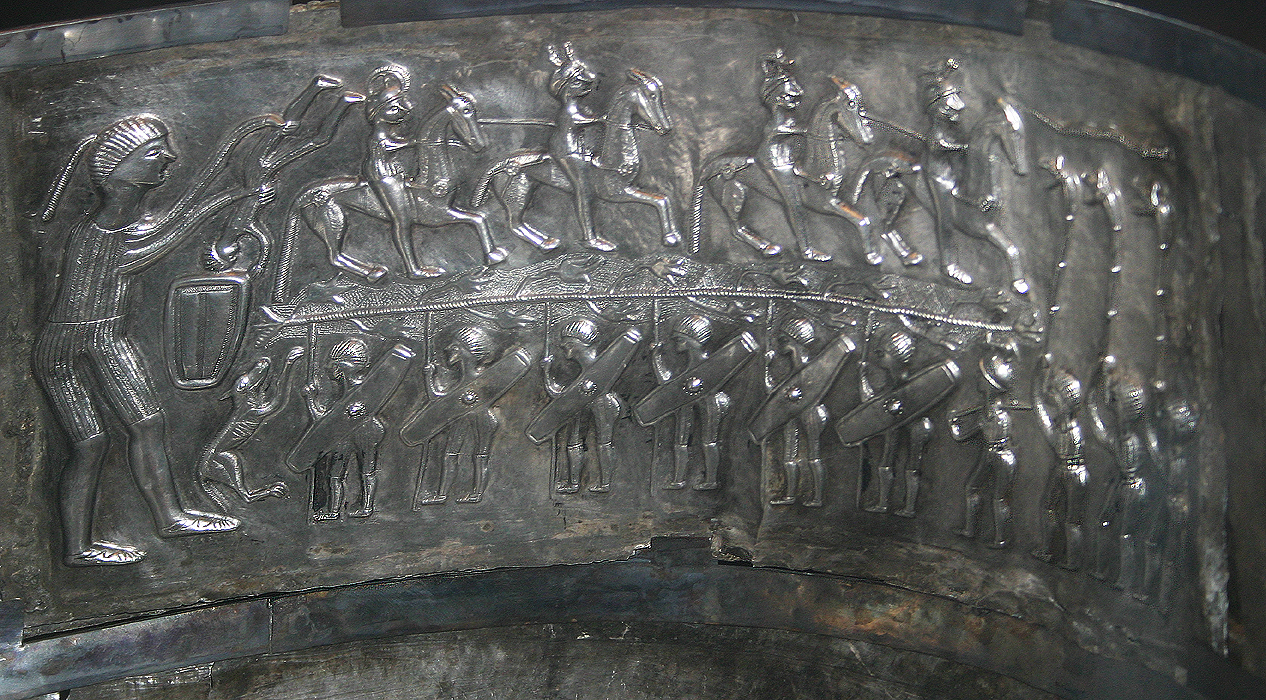
Les Celtes pratiquaient le sacrifice humain par immolation dans le feu ou par noyade dans de grands récipients, comme l'illustre peut-être le panneau du chaudron de Gundestrup qui montre un dieu à taille humaine plongeant un guerrier la tête la première dans un chaudron.

Dans la Rome antique, durant la république, l'existence d'un (seul) sacrifice humain est attestée par Tite-Live et Plutarque. Ils rapportent tous deux un sacrifice de deux couples, un Grec et un Gaulois, enterrés vivants sur le forum Boarium. Les sacrifices humains semblent cependant avoir fait très tôt l'objet d'interdictions, de restrictions et de substitution, remplaçant ainsi les victimes par des mannequins ou des figurines. Auguste aurait fait sacrifier 300 hommes sur l'autel de Jules César.
L'usage des sacrifices humains chez les Gaulois est attesté par le géographe grec Strabon : « Ils ne sacrifiaient jamais sans qu'un druide fût présent. On cite aussi plusieurs formes de sacrifices humains chez eux : par exemple, on tuait certaines victimes à coups de flèches, ou on les crucifiait dans les temples, ou encore on confectionnait une effigie géante de paille et de bois, et après avoir jeté dedans des bestiaux et des animaux sauvages de tout genres et des hommes, ils en faisaient un holocauste ». Après la conquête romaine de la Gaule, les premiers empereurs romains firent interdire les sacrifices humains.
Toujours selon Strabon, les Lusitaniens « font de fréquents sacrifices aux dieux et examinent les entrailles, sans les arracher du corps de la victime, ils observent aussi les veines de la poitrine… Ils consultent même dans certains cas les entrailles humaines, se servant à cet effet de leurs prisonniers de guerre, qu'ils revêtent au préalable de saies pour le sacrifice et, quand la victime tombe éventrée de la main de l'haruspice, ils tirent un premier avertissement de la chute même du corps. Souvent aussi, ils coupent la main droite à leurs captifs et en font offrande aux dieux ».
À l'époque classique, les sacrifices humains ont disparu en Italie et en Grèce, bien qu'ils soient représentés sur des tombes étrusques en tuf de Tarquinia (VIe et Ve siècles av. J.-C.) et perpétués par les combats de gladiateurs. Ils subsistent à Carthage jusqu'à l'époque des guerres puniques, où l'on sacrifie des enfants à Ba'al Hammon. Ces sacrifices humains portaient le nom de "Moloch", mot homonyme du nom d'un dieu phénicien. Selon C. Jules César, les Gaulois pratiquaient aussi les sacrifices d'humains en brûlant des prisonniers et des esclaves enfermés dans des cages en fer ,.

### Moyen Âge
En Nubie, des sacrifices humains sont attestés au VIe siècle chez les Blémyens (peut-être issus des Blemmyes) qui, selon Procope de Césarée, « adorent les dieux des païens, et entre autres Isiris, Osiris et Priape », et « sacrifient des hommes au soleil ».
Dans les pays germaniques, des sacrifices humains étaient encore pratiqués vers 700, notamment en Frise, sous le règne du roi Radbod (v. 680-719). L'évangélisation des peuples germaniques, achevée sous le règne de Charlemagne (768-814), mettra un terme à ces pratiques païennes.

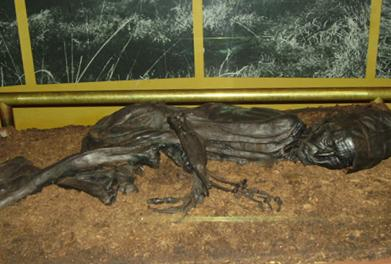
L'Homme de Tollund, victime probable d'un sacrifice humain.

Dans les pays nordiques, les sacrifices humains ne cesseront définitivement qu'après l'an 1000, avec l'implantation du christianisme chez les Vikings. Håkon Sigurdsson, roi de Norvège (970-995), fera sacrifier son fils de sept ans à la veille d'une bataille, pour s’assurer de la victoire. En Suède, des sacrifices humains étaient encore pratiqués au XIe siècle, notamment à Uppsala, qui fut le centre du paganisme des Suédois. Le temple d'Uppsala, où des sacrifices humains et animaux étaient organisés, ne sera détruit qu'à la fin du XIe siècle,.
En Europe de l'Est, les sacrifices humains disparurent progressivement entre les VIe et XIIe siècles avec la conversion au christianisme des peuples slaves. Ils étaient surtout répandus chez les Slaves orientaux, jusqu'à la conversion au christianisme de Vladimir le Grand, Grand-prince de Kiev (980–1015). Au Xe siècle, le voyageur arabe Ibn Fadlân a décrit en grand détail l’enterrement en actuelle Russie d'un chef varègue comprenant un sacrifice humain. Chez les Abodrites et les Ranes, les sacrifices humains perdurèrent jusqu'au XIIe siècle. Selon le chroniqueur allemand Helmold von Bosau, auteur d'une chronique sur les Slaves (Chronica Slavorum), les Ranes sacrifiaient chaque année au dieu Sventovit un chrétien (captif) tiré au sort. Leur centre religieux, situé au Cap Arkona sur l'île de Rügen, sera détruit par les Danois en 1168. Toujours selon la chronique d'Helmold von Bosau, les Abodrites sacrifiaient au dieu Radegast des bœufs, des brebis, et quelquefois des chrétiens (prisonniers de guerre ou esclaves), « parce-qu'ils croient que leur sang est très agréable aux dieux. Le prêtre, après avoir frappé la victime, fait des libations de son sang afin de se mettre en état de rendre des oracles, car beaucoup de gens sont dans l'opinion que le sang attire les démons. Lorsque les sacrifices sont finis, le peuple se livre à la joie des festins ».
Dans les pays baltes, où la christianisation fut plus tardive, des sacrifices humains étaient encore pratiqués en plein XIVe siècle, notamment en Lituanie, lors des funérailles en 1341 de Gediminas, grand-duc de Lituanie.

### Mésoamérique

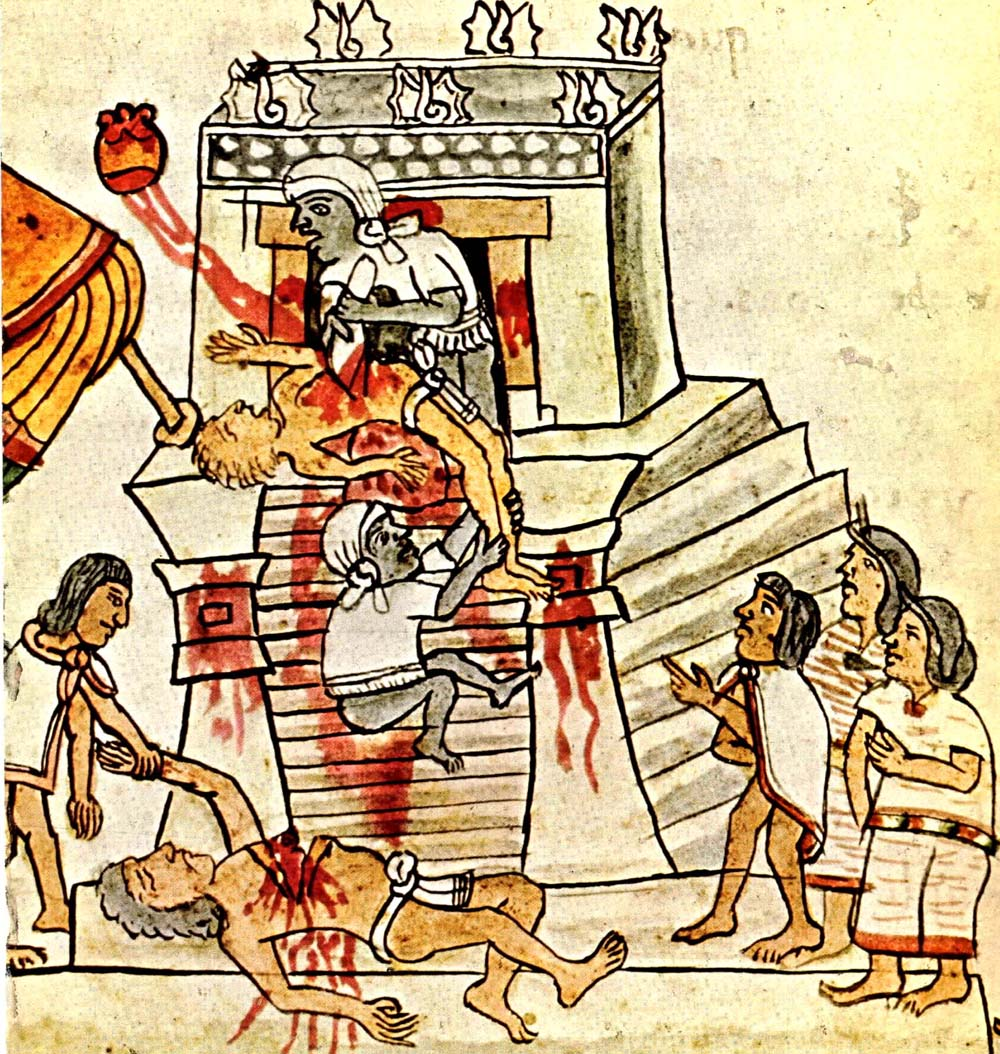
Cérémonie sacrificielle aztèque

Le sacrifice humain était, dans la civilisation aztèque, comme dans toutes les autres civilisations précolombiennes de Mésoamérique, un rite extrêmement courant et essentiel. Cette pratique, signalée dans de nombreuses chroniques indigènes et espagnoles, a servi de justification à la colonisation espagnole des Amériques.
Les méthodes de sacrifice et les types de victimes sacrifiées étaient très variés. Les plus documentés sont l'autosacrifice par extraction de sang et le sacrifice par cardiectomie (ablation du cœur) d'esclaves et de prisonniers de guerre, devant un temple au sommet d'une pyramide.
Les mythes cosmogoniques aztèques sont imprégnés de références aux sacrifices humains comme un élément nécessaire au fonctionnement et à l'équilibre du cosmos. Dans la pensée aztèque, le sacrifice humain permet en effet de libérer une énergie appelée « tonalli », liée en particulier à la tête, au sang (que les Aztèques désignaient par la métaphore « chalchiuatl », « eau précieuse ») et au cœur.
Selon les croyances aztèques, c'est Tezcatlipoca, dieu de la nuit et de la mort, qui aurait donné aux Aztèques la coutume des sacrifices humains.

### Amérique du Sud
Divers peuples amérindiens d'Amérique du Sud pratiquaient le sacrifice humain. 
La céramique mochica contient nombre de représentations de sacrifiés, notamment dans des relations sexuelles autres que reproductrices avec des vivantes. Ceci pourrait viser à donner aux défunts l'énergie vitale leur permettant de passer du monde des morts au supramonde et, au-delà, à développer la fertilité de la nature et des humains.
Chez les Incas, Viracocha et d'autres divinités font l'objet d'offrandes et de sacrifices d'enfants, spécialement lors de l'intronisation d'un nouvel empereur.
Les sacrifices humains se sont poursuivis, exceptionnellement et de façon clandestine, dans les communautés indiennes des Andes jusqu'au XXe siècle. Lors du séisme de 1960 au Chili, un enfant d'une tribu araucane, José Luis Painecur, âgé de cinq ans, est sacrifié pour apaiser les dieux,.

### Japon
Le hitobashira (人柱 « Pilier humain »), pratiqué au Japon jusqu'au 16e siècle, est un sacrifice humain de personnes enterrées vivantes sous ou près de bâtiments de grande envergure comme des barrages, des ponts et des châteaux, en guise de prière aux kamis afin que le bâtiment ne soit pas détruit par des catastrophes naturelles telles que des inondations ou par des attaques ennemies.

## La substitution du sacrifice dans les religions abrahamiques
Les sacrifices humains sont prohibés dans la Bible, mais ont une importance centrale sur le plan symbolique dans les trois religions abrahamiques.
Le récit de la substitution du fils d'Abraham (Isaac ou Ismaël, selon les traditions juive ou musulmane) par un bélier, lors du sacrifice demandé par Dieu à Abraham, symbolise l'abandon des sacrifices humains au profit des sacrifices d'animaux.
La ligature d'Isaac dans le judaïsme et l'Aïd al-Kebir (sacrifice d’Ismaël) dans l'islam commémorent cet abandon du sacrifice des enfants.
Pour les chrétiens, le sacrifice d'Isaac préfigure celui du Christ.

### Judaïsme

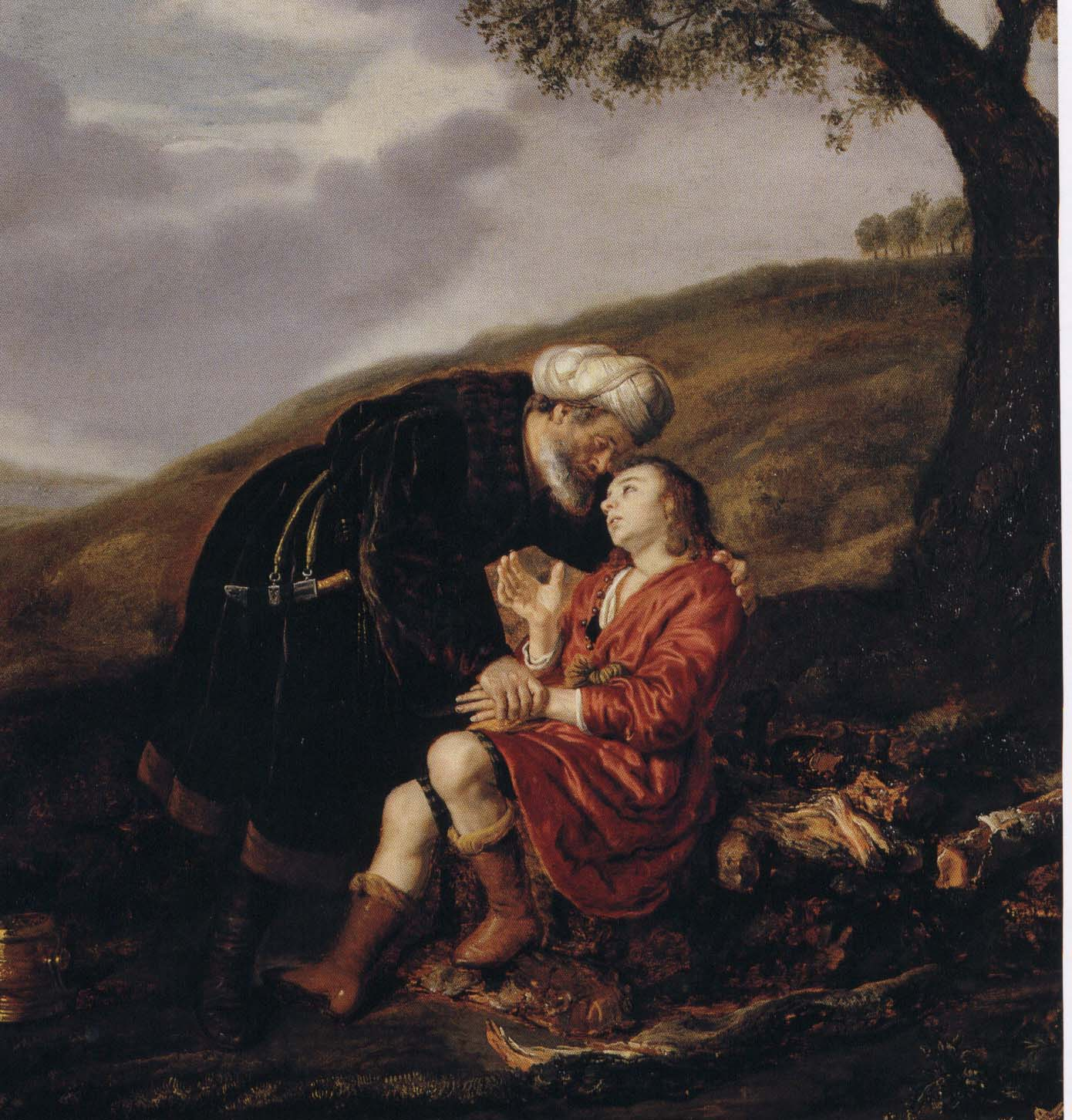
Abraham prêt à sacrifier son fils Isaac, Jan Victors (1642), Musée de Tel Aviv.

Les Hébreux de l'époque du premier Temple connaissaient probablement résiduellement le sacrifice du premier né, puisque la Torah prend soin à plusieurs reprises de le condamner de façon absolue en menaçant de mort ceux qui s'y livrent. Les prophètes dénonçaient les sacrifices humains comme une forme d'idolâtrie ce qui en faisait des sacrilèges. La Sagesse de Salomon, apocryphe du Ier siècle av. J.-C., s'appuyait sur eux pour justifier l'extermination des Cananéens.
La ligature d'Isaac montre Abraham disposé à sacrifier son propre fils unique, victime consentante. La substitution finale d'un bélier est considéré comme le symbole de fin des sacrifices humains. Il est possible que dès le temps des patriarches, en 1200 avant Jésus-Christ et au plus tard en 800, la religion d'Israël (ancêtre de ce qui ne deviendra que bien plus tard la religion juive) ait remplacé la victime humaine par une victime animale. Mais même ce sacrifice est strictement règlementé et la Torah interdit, entre autres choses, aux juifs la consommation du sang, puisque c'est là que réside la vie et que le sang en conséquence appartient exclusivement au dieu créateur Yahvé.
Selon Jon D. Levenson (en), le judaïsme officiel a éradiqué le sacrifice d'enfant à la fin des VIIe et  VIe siècle av. J.-C. mais ce thème reste très important dans la littérature religieuse qui cherche à fournir une sublimation à cette pratique. Une interprétation qui rejoint celle de Thomas Römer. Selon Römer, il est probable que l'on ait sacrifié des enfants à Yahvé. Ces sacrifices ont été attribués à Moloch, mais derrière « Moloch », « interprétation tendancieuse » effectuée au IVe – Ve siècle de l’ère chrétienne, se cache le vocable « Melek », c’est-à-dire « le roi », une désignation de Yahvé. Cette pratique disparaît vers le VIe – Ve siècle av. J.-C. et ce tournant trouve son illustration dans le récit du sacrifice d'Isaac.

### Islam
On retrouve dans le Coran le thème du sacrifice d'Abraham, là aussi le sacrifice humain désormais interdit est remplacé par celui d'un bélier. Pour la majorité des musulmans, c'est Ismaël, le fils aîné d'Abraham, qui était réclamé en sacrifice (certains grands commentateurs comme Tabari affirment que l’enfant sacrifié par Abraham est Isaac). L'Aïd al-Kebir commémore la soumission totale d'Abraham à Dieu, celui-ci envoyant au dernier moment un mouton par l'entremise de l'archange Gabriel pour remplacer l'enfant comme offrande sacrificielle.
Selon certains soufis, à l'immolation du fils premier né se substitue sa consécration à Dieu.

### Christianisme
Pour les chrétiens, le sacrifice d'Isaac préfigure celui du Christ. Jésus, "vrai Dieu et vrai homme", s'offre en sacrifice pour le pardon des péchés des hommes, mais est vainqueur de la mort par sa Résurrection. Il est en même temps le prêtre, l'autel et la victime (prière du temps de Pâques). 
Pour certains spécialistes, comme Hyam Maccoby, le sacrifice du Christ est une réapparition symbolique du sacrifice humain qui avait été banni du judaïsme depuis la ligature d'Isaac. Freud va plus loin en identifiant l'eucharistie aux anciens repas totémiques.

## Époque contemporaine
Certaines sectes se sont livrées ou continuent à se livrer à des assassinats rituels.

### Amérique
En 2012, les autorités mexicaines arrêtèrent à Hermosillo huit personnes soupçonnées d’avoir tué deux jeunes garçons et une femme dans le cadre de sacrifices rituels liés à la secte Santa Muerte (« Sainte Mort »). Ces meurtres sordides rappellent les meurtres « narco-sataniques » des années 1980. Quinze corps, dont plusieurs portant des marques de sacrifice rituel, avaient alors été découverts dans un ranch près de Matamoros, près de la frontière américaine (cf. Sara Aldrete et Adolfo Constanzo). Ces meurtres avaient été commis par des trafiquants de drogue qui croyaient que les sacrifices rituels les protégeraient de la police. Le culte de la Sainte Mort, qui trouverait ses origines dans la culture pré-hispanique, a commencé à devenir populaire à partir de l’an 2000 au Mexique. Ses adeptes croient obtenir protection en vouant un culte à la mort.

### Asie
Les sacrifices humains sont illégaux en Inde, mais quelques cas surviennent encore dans des régions éloignées et sous-développées. Selon l’Hindustan Times, il y a eu 25 sacrifices humains dans l’ouest de l’état d'Uttar Pradesh, dans les six derniers mois de l'année 2003.
En 2012, un sorcier de l'état indien du Chhattisgarh décapite un garçon de 11 ans pour offrir sa tête en sacrifice à une déesse locale.
En janvier 2013, deux paysans du district de Bijapur dans l'État de Chhattisgarh sont arrêtés pour avoir sacrifié une petite fille de sept ans, Lalita Tati, lors d'un rituel religieux. Interrogés par les policiers, les suspects ont avoué avoir tué la fillette pour « apaiser leurs Dieux et obtenir une meilleure récolte ».

### Océanie
En 2013, un gourou de Papouasie-Nouvelle-Guinée, Steven Garasai Tari (en), surnommé le « Jésus Noir », est lynché par la foule pour avoir violé et offert des fillettes en sacrifice,.

### Afrique
En Ouganda, la police a enregistré en 2009 les cas de 123 personnes, pour la plupart des enfants, qui ont été sacrifiés à des fins de sorcellerie.
Lors de la Première guerre civile libérienne (1989-1996), le seigneur de guerre Joshua Milton Blahyi, animiste, haut dignitaire de la tribu Khran, pratiquait des sacrifices humains avant chaque bataille,,. Converti au christianisme en 1996, il est devenu prêcheur évangéliste.
Dans certaines régions africaines, les albinos sont encore victimes de crimes rituels liés à des croyances ancestrales. Une fois tués, des parties entières de leurs corps sont enlevées ou découpées en morceaux pour servir d’offrandes à des sorciers, ou sont utilisées pour préparer des potions, vendues à des hommes d’affaires ou politiques,.